# جایزه لومیر
جایزهٔ لومیر (فرانسوی: Prix Lumières‎) نام یک جایزه سینمایی فرانسوی است که همه‌ساله توسط «آکادمی لومیر» به بهترین‌های صنعت سینما که به زبان فرانسوی باشند، اهدا می‌شود.
این جایزه در سال ۱۹۹۶ میلادی بنا نهاده شد و مراسم آن در شهر پاریس برگزار می‌شود.
امروزه این جایزه، یکی از معتبرترین جوایز سینمای فرانسه محسوب شده و به‌نوعی، معادل فرانسویِ جایزه گلدن گلوب در ایالات متحده آمریکا است که توسط انجمن مطبوعات خارجی هالیوود اهدا می‌شود.